# شب‌های داغ تابستان (فیلم)
شب‌های داغ تابستان (انگلیسی: Hot Summer Nights) یک فیلم درام نئو-نوآر داستان بلوغ آمریکایی در سال ۲۰۱۷ به نویسندگی و کارگردانی الایجا بینوم است. در این فیلم بازیگرانی نظیر تیموتی شالامی، مایکا مونرو، الکس رو، مایا میچل، ویلیام فیکنر، توماس جین و اموری کوئن ایفای نقش می‌کنند. این فیلم در سال ۱۹۹۱ واقع شده و دربارهٔ پسر نوجوانی است که درگیر تجارت مواد مخدر می‌شود.
این فیلم در ۱۳ مارس ۲۰۱۷ در جنوب از جنوب غربی به نمایش درآمد. این فیلم در ۲۸ ژوئن ۲۰۱۸، از طریق دایرکت تی‌وی سینما، پیش از آغاز انتشار محدود سینمایی در ۲۷ ژوئیه ۲۰۱۸، توسط ای ۲۴ منتشر شد.